# Schmalspurbahn Radebeul Ost–Radeburg
| Ausschnitt der Streckenkarte Sachsen von 1902 |                         |                                           |                                           |
| Streckennummer: | 6970; sä. RRg           |                                           |                                           |
| Kursbuchstrecke (DB): | 509, 12501              |                                           |                                           |
| Kursbuchstrecke: | 131e (1934) 159g (1946) |                                           |                                           |
| Streckenlänge: | 16,490 km               |                                           |                                           |
| Spurweite: | 750 mm (Schmalspur)     |                                           |                                           |
| Maximale Neigung: | 16,6 ‰                  |                                           |                                           |
| Minimaler Radius: | 75 m                    |                                           |                                           |
| Streckengeschwindigkeit: | 30 km/h                 |                                           |                                           |
| |                         |                                           |                                           |
| \| \| 0,060 \| Radebeul Ost \| 112 m \| \| \| \| (Anschluss von Hauptbahn Leipzig–Dresden) \| \| \| \| 1,565 \| Kreuzung mit Dresdner Straßenbahnlinie 4 \| Kreuzung mit Dresdner Straßenbahnlinie 4 \| \| \| 1,600 \| Weißes Roß \| 117 m \| \| \| 2,840 \| Anst Elektrizitätswerk Niederlößnitz \| Anst Elektrizitätswerk Niederlößnitz \| \| \| 3,510 \| Lößnitzgrund (ehem. Bf) \| 143 m \| \| \| 4,750 \| Friedewald (Dresden) Hp \| 160 m \| \| \| \| Staatsstraße 81 \| \| \| \| 6,00 \| Anst Wagner \| Anst Wagner \| \| \| 6,130 \| Friedewald (Dresden) Bad \| 179 m \| \| \| 6,198 \| Anst Günther \| Anst Günther \| \| \| 6,590 \| Dippelsdorfer Teich (2 m) \| 185 m \| \| \| 6,662 \| Dippelsdorfer Teich (4 m) \| 185 m \| \| \| 6,775 \| Dippelsdorfer Teich (2 m) \| 185 m \| \| \| 8,580 \| Moritzburg \| 177 m \| \| \| 9,095 \| Wildbrücke (6 m) \| Wildbrücke (6 m) \| \| \| 9,247 \| Wildbrücke (6 m) \| Wildbrücke (6 m) \| \| \| 10,310 \| Cunnertswalde \| 167 m \| \| \| 10,664 \| Anst Steinbruch Stiehler \| Anst Steinbruch Stiehler \| \| \| 11,197 \| Großteich (3 m) \| Großteich (3 m) \| \| \| 11,570 \| Bärnsdorf (ehem. Bf) \| 167 m \| \| \| 12,085 \| Promnitzbach (4 m) \| Promnitzbach (4 m) \| \| \| 13,860 \| Berbisdorf (ehem. Bf) \| 158 m \| \| \| 14,632 \| Promnitzbach (12 m) \| Promnitzbach (12 m) \| \| \| 15,164 \| Berbisdorf-Anbau (seit 1962) \| 149 m \| \| \| \| Staatsstraße 177 \| \| \| \| 15,981 \| Anst Baustoffwerke Radeburg \| Anst Baustoffwerke Radeburg \| \| \| 16,010 \| Abzw Radeburg Süd \| 148 m \| \| \| \| nach Radeburg Nord (1922–1927) \| \| \| \| 16,288 \| Anst Flachglas GmbH \| Anst Flachglas GmbH \| \| \| 16,310 \| Anst Schubert \| Anst Schubert \| \| \| 16,550 \| Radeburg \| 148 m \| \| \| 16,634 \| (Streckenende) \| (Streckenende) \| |                         |                                           |                                           |
| Kopfbahnhof Streckenanfang | 0,060                   | Radebeul Ost                              | 112 m                                     |
| Strecke |                         | (Anschluss von Hauptbahn Leipzig–Dresden) | (Anschluss von Hauptbahn Leipzig–Dresden) |
| Kreuzung mit U-Bahn | 1,565                   | Kreuzung mit Dresdner Straßenbahnlinie 4  | Kreuzung mit Dresdner Straßenbahnlinie 4  |
| Haltepunkt / Haltestelle | 1,600                   | Weißes Roß                                | 117 m                                     |
| Abzweig geradeaus und ehemals nach rechts | 2,840                   | Anst Elektrizitätswerk Niederlößnitz      | Anst Elektrizitätswerk Niederlößnitz      |
| Haltepunkt / Haltestelle | 3,510                   | Lößnitzgrund (ehem. Bf)                   | 143 m                                     |
| Haltepunkt / Haltestelle | 4,750                   | Friedewald (Dresden) Hp                   | 160 m                                     |
| Strecke mit Straßenbrücke |                         | Staatsstraße 81                           | Staatsstraße 81                           |
| Abzweig geradeaus und ehemals von links | 6,00                    | Anst Wagner                               | Anst Wagner                               |
| Bahnhof | 6,130                   | Friedewald (Dresden) Bad                  | 179 m                                     |
| Abzweig geradeaus und ehemals nach links | 6,198                   | Anst Günther                              | Anst Günther                              |
| Brücke | 6,590                   | Dippelsdorfer Teich (2 m)                 | 185 m                                     |
| Brücke | 6,662                   | Dippelsdorfer Teich (4 m)                 | 185 m                                     |
| Brücke | 6,775                   | Dippelsdorfer Teich (2 m)                 | 185 m                                     |
| Bahnhof | 8,580                   | Moritzburg                                | 177 m                                     |
| Brücke | 9,095                   | Wildbrücke (6 m)                          | Wildbrücke (6 m)                          |
| Brücke | 9,247                   | Wildbrücke (6 m)                          | Wildbrücke (6 m)                          |
| Haltepunkt / Haltestelle | 10,310                  | Cunnertswalde                             | 167 m                                     |
| Abzweig geradeaus und ehemals von rechts | 10,664                  | Anst Steinbruch Stiehler                  | Anst Steinbruch Stiehler                  |
| Brücke | 11,197                  | Großteich (3 m)                           | Großteich (3 m)                           |
| Haltepunkt / Haltestelle | 11,570                  | Bärnsdorf (ehem. Bf)                      | 167 m                                     |
| Brücke | 12,085                  | Promnitzbach (4 m)                        | Promnitzbach (4 m)                        |
| Haltepunkt / Haltestelle | 13,860                  | Berbisdorf (ehem. Bf)                     | 158 m                                     |
| Brücke | 14,632                  | Promnitzbach (12 m)                       | Promnitzbach (12 m)                       |
| Haltepunkt / Haltestelle | 15,164                  | Berbisdorf-Anbau (seit 1962)              | 149 m                                     |
| Strecke mit Straßenbrücke |                         | Staatsstraße 177                          | Staatsstraße 177                          |
| Abzweig geradeaus und ehemals von links | 15,981                  | Anst Baustoffwerke Radeburg               | Anst Baustoffwerke Radeburg               |
| ehemalige Blockstelle | 16,010                  | Abzw Radeburg Süd                         | 148 m                                     |
| Abzweig geradeaus und ehemals nach rechts |                         | nach Radeburg Nord (1922–1927)            | nach Radeburg Nord (1922–1927)            |
| Abzweig geradeaus und ehemals von links | 16,288                  | Anst Flachglas GmbH                       | Anst Flachglas GmbH                       |
| Abzweig geradeaus und ehemals nach links | 16,310                  | Anst Schubert                             | Anst Schubert                             |
| Bahnhof | 16,550                  | Radeburg                                  | 148 m                                     |
| | 16,634                  | (Streckenende)                            | (Streckenende)                            |

Die Schmalspurbahn Radebeul Ost–Radeburg ist eine sächsische Schmalspurbahn in der Spurweite von 750 mm außerhalb der sächsischen Landeshauptstadt Dresden. Für die Strecke wird heute auch die offiziell 1998 vergebene Marketingbezeichnung Lößnitzgrundbahn verwendet, die auch von der Denkmalpflege als Bauwerksname der Sachgesamtheit verwendet wird. Umgangssprachlich wird sie dagegen meist als Lößnitzdackel (kurz auch Dackel) oder früher Grundwurm bezeichnet.
Überregional bekannt ist die Strecke vor allem aufgrund des 1974 eingeführten Traditionsverkehrs mit historischen Lokomotiven und Wagen aus der Frühzeit der sächsischen Schmalspurbahnen. Die gemeindeübergreifende Lößnitzgrundbahn ist, einschließlich der Gleisanlagen und der Fernmelde-Freileitung, als Sachgesamtheit ein Kulturdenkmal; neben Radebeul verzeichnen auch die Gemeinden Moritzburg und Radeburg zahlreiche Einzeldenkmale als Bestandteil dieses sächsischen technischen Denkmals.

## Geschichte

### Vorgeschichte
Radeburg war nach 1870 Mittelpunkt eines fast 300 Quadratkilometer großen Gebietes, welches noch nicht durch Eisenbahnen erschlossen war. Einziges öffentliches Verkehrsmittel war die Postkutsche, die zweimal täglich von Radeburg über Moritzburg nach Dresden verkehrte. Als 1871 die Bahnstrecke Berlin–Dresden projektiert wurde, prüfte man auch eine mögliche Streckenführung über Ortrand und Radeburg nach Dresden. Letztlich führte man die Strecke wegen der günstigeren Neigungsverhältnisse im Elbtal über Weinböhla und Cossebaude nach Dresden. Eröffnet wurde sie am 17. Juni 1875.

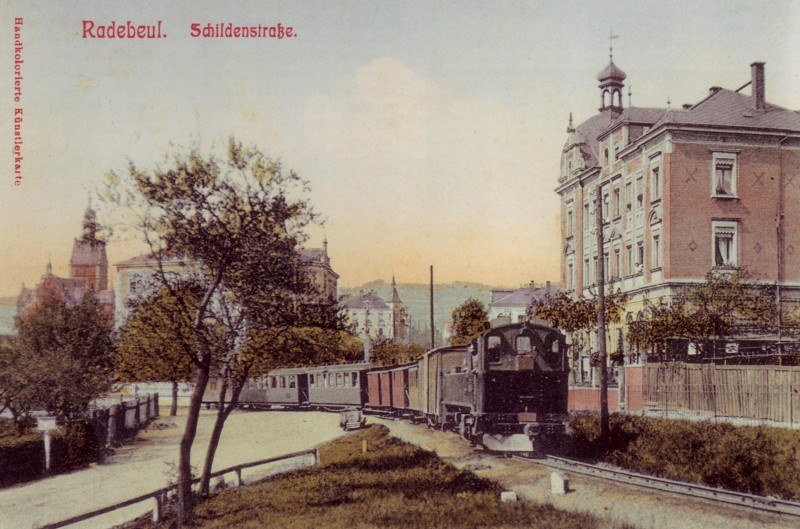
Ein Reisezug in der Ortsdurchfahrt Radebeul (um 1910)

Ein weiteres Projekt sah eine Bahn von Dresden über Radeburg nach Schönfeld zum Anschluss an die Strecke der Cottbus-Großenhainer Eisenbahn-Gesellschaft vor. Auch diese Verbindung wurde nicht realisiert.
Die sächsische Regierung schlug schließlich den Bau einer Schmalspurbahn von Radebeul nach Radeburg vor. Die beiden Kammern des Sächsischen Landtags genehmigten den Plan am 17. Januar 1881. Streit gab es jedoch noch um die Linienführung. Neben der später realisierten Variante von Radebeul durch den Lößnitzgrund nach Moritzburg gab es auch Planungen für alternative Streckenführungen direkt von Dresden oder Klotzsche. Klotzsche war bereits als Ausgangspunkt der im Bau befindlichen Schmalspurbahn nach Königsbrück vorgesehen, sodass die dortigen Schmalspuranlagen kostengünstig hätten mitbenutzt werden können.
Letztlich entschied man sich für die Streckenführung durch den Lößnitzgrund, da so ein höherer verkehrlicher Nutzen erzielt werden konnte. Der Ausgangspunkt Dresden schied vor allem wegen der hohen Grunderwerbskosten für den separat anzulegenden Schmalspurbahnhof in der Dresdner Neustadt aus.

### Bau und Eröffnung
Die Vermessungsarbeiten an der neuen Bahn begannen im März 1882. Im Juni 1882 war die Trasse fertig vermessen und im Gelände markiert. Die Ausschreibung der Bauleistungen erfolgte in zwei Losen. Das erste Baulos von Radebeul bis zum Dippelsdorfer Teich erhielt die Firma Berndt aus Dippoldiswalde, das zweite Baulos vom Dippelsdorfer Teich bis Radeburg ging an die Firma Oskar Neumeister.
Am 20. September 1883 wurde mit dem Ersten Spatenstich am Felseinschnitt in Dippelsdorf mit dem Bau begonnen. Im Durchschnitt waren auf der Baustelle 380 Arbeiter beschäftigt, um Einschnitte, Dämme und Brücken herzustellen. Eine Besonderheit stellten die Dämme durch den Dippelsdorfer und den Großteich dar, für deren Schüttung beide Gewässer im Jahr 1884 abgelassen werden mussten. Am 21. Mai 1884 war das Planum einschließlich aller Brücken fertiggestellt, danach folgte der Gleisbau. Am 12. August 1884 erreichte erstmals ein Bauzug Radeburg.

Teichübergang bei Dippelsdorf

Am 11. September 1884 wurde die Strecke, deren Bau insgesamt 783.906,91 Mark gekostet hatte, mit einem Prüfungszug abgenommen. Die Feierlichkeiten zur Eröffnung der Strecke fanden schließlich am 15. September 1884 statt. Ein Festzug mit geladenen Gästen fuhr von Radebeul nach Radeburg und zurück.
Der reguläre Betrieb durch die Königlich Sächsischen Staatseisenbahnen begann einen Tag später, am 16. September 1884. Der erste Fahrplan wies insgesamt drei gemischte Zugpaare aus, die etwa 90 Minuten Reisezeit für die Gesamtstrecke benötigten. Der Betrieb wurde nach den Vorschriften der „Bahnordnung für deutsche Eisenbahnen untergeordneter Bedeutung“ durchgeführt.

### Die Streckenerweiterung nach Radeburg Nord
| \| \| \| von Radebeul Ost \| \| \| \| 2,070 \| Abzw Radeburg Süd \| 148 m \| \| \| \| nach Radeburg \| \| \| \| 1,910 \| Radeburg Süd \| 150 m \| \| \| 1,753 \| Promnitzbach \| Promnitzbach \| \| \| 1,649 \| Staatsstraße 80 \| Staatsstraße 80 \| \| \| 0,971 \| Große Röder \| Große Röder \| \| \| 0,000 \| Radeburg Nord \| 148 m \| \| \| \| (Anschluss an Sächsische Nordostbahn) \| \| |       |                                       |                  |
| Strecke |       | von Radebeul Ost                      | von Radebeul Ost |
| ehemalige Blockstelle | 2,070 | Abzw Radeburg Süd                     | 148 m            |
| Abzweig ehemals geradeaus und nach links |       | nach Radeburg                         | nach Radeburg    |
| Bahnhof (Strecke außer Betrieb) | 1,910 | Radeburg Süd                          | 150 m            |
| Brücke (Strecke außer Betrieb) | 1,753 | Promnitzbach                          | Promnitzbach     |
| Brücke (Strecke außer Betrieb) | 1,649 | Staatsstraße 80                       | Staatsstraße 80  |
| Brücke (Strecke außer Betrieb) | 0,971 | Große Röder                           | Große Röder      |
| Kopfbahnhof Streckenende (Strecke außer Betrieb) | 0,000 | Radeburg Nord                         | 148 m            |
| |       | (Anschluss an Sächsische Nordostbahn) |                  |

Eines der letzten großen Eisenbahnprojekte in Sachsen war die „Sächsische Nordostbahn“, die in der Oberlausitz parallel zur preußischen Grenze verlaufen sollte. Der Bau des Abschnittes zwischen Priestewitz und Radeburg wurde 1914 beschlossen, der Baubeginn war für das Jahr 1916 avisiert. Tatsächlich begann der Streckenbau dann am 1. Februar 1919 mit der Einrichtung des Neubauamtes Radeburg. Um die geplante Weiterführung der Strecke in Richtung Kamenz zu ermöglichen, wurde der neue Radeburger Normalspurbahnhof nördlich der Stadt geplant. Die bislang südlich der Stadt endende Schmalspurbahn sollte bis dorthin weitergeführt werden.
Die Arbeiten zur Verlängerung der Schmalspurbahn begannen schließlich im Jahr 1920. Die neue Trasse zweigte kurz vor dem Endbahnhof Radeburg aus der bisherigen Streckenführung ab, überquerte das Promnitztal und die Große Röder und erreichte den geplanten Bahnhof Radeburg Nord schließlich in einem Rechtsbogen. Im Endausbau sollte der bisherige Radeburger Bahnhof aufgelassen werden und der neue Bahnhof Radeburg Nord hätte dessen Aufgaben übernommen. Am 20. Dezember 1922 nahm man die neue Strecke provisorisch für den Bauzugverkehr nach Radeburg Nord in Betrieb.
Letztlich kamen die Bauarbeiten an der neuen Bahnstrecke schon im November 1923 zum Erliegen. Als im Januar 1927 der endgültige Abbruch des Neubauprojektes beschlossen wurde, baute man kurz darauf die Gleise der Schmalspurbahn wieder ab.

### Der Neubeginn nach dem Zweiten Weltkrieg
Der Zugverkehr auf der Schmalspurbahn Radebeul Ost–Radeburg wurde nach Kriegsende bereits Ende Mai / Anfang Juni 1945 wieder aufgenommen. Bedingt durch das Fehlen von hochwertiger Lokomotivkohle kam es oft zu Zugausfällen. Im November 1947 ruhte der Verkehr aus diesem Grund einige Tage ganz. Die Züge wurden nun vor allem zu Hamsterfahrten, aber auch von Berufspendlern genutzt. An einen Ausflugsverkehr war vorerst nicht zu denken.
Mit der Stabilisierung der allgemeinen wirtschaftlichen Verhältnisse erlangte die Schmalspurbahn Radebeul Ost–Radeburg ab 1950 ihre alte Bedeutung zurück. Der Fahrplan von 1955 sah insgesamt acht werktägliche Reisezugpaare vor. An Sonn- und Feiertagen im Sommerhalbjahr wurden nun auch wieder drei zusätzliche Züge zwischen Radebeul und Moritzburg gefahren, die insbesondere dem Ausflugsverkehr dienten.

### Stilllegungspläne
Anfang der 1960er Jahre fanden auf allen Nebenstrecken der Deutschen Reichsbahn Untersuchungen über deren Wirtschaftlichkeit statt. Angesichts des europaweiten Trends zur Verlagerung der Transporte von der Schiene auf die Straße beschloss 1964 der Ministerrat der Deutschen Demokratischen Republik die Stilllegung aller Schmalspurbahnen in der DDR bis 1975. Für die Schmalspurbahn Radebeul Ost–Radeburg bedeutete dieser Beschluss, dass fortan keinerlei Investitionen mehr in die Infrastruktur erfolgten. In den Folgejahren wurden an Gleisen und Anlagen nur noch die notwendigsten Erhaltungsarbeiten durchgeführt. Zur Personaleinsparung galten ab 26. Mai 1963 die Vorschriften des vereinfachten Nebenbahnbetriebs.
Ein Gutachten vom Januar 1966 sah jedoch größere Probleme bei einem kurzfristigen Verkehrsträgerwechsel. Problematisch war insbesondere der schlechte Straßenzustand im Umfeld der Bahn. Im Lößnitzgrund schien die Führung einer Buslinie auf der nur drei Meter breiten Straße unmöglich zu sein, zudem hätte man zwischen Friedewald und Moritzburg wegen einer fehlenden Straßenverbindung einen Umweg fahren müssen. Ähnlich gelagert waren die Probleme im Güterverkehr, wo eine Verlagerung nach den Wagenladungsknoten in Großenhain, Ottendorf-Okrilla und Radebeul Ost vorgesehen war. Das Gutachten empfahl schließlich weitere detaillierte Untersuchungen in den Jahren 1975 bis 1980.
Erste Ausdünnungen im Fahrplan verfügte die Reichsbahndirektion Dresden bereits Mitte der 1960er Jahre, als die zusätzlichen Ausflugszüge an Sonntagen gestrichen wurden. Im Vergleich mit den anderen Schmalspurbahnen in Sachsen blieb jedoch weiterhin eine dichte Zugfolge im Reisezugverkehr erhalten. Der Winterfahrplan 1965/66 verzeichnete neun täglich verkehrende Zugpaare über die Gesamtstrecke, Mitte der 1970er Jahre waren es noch acht.
Ende der 1960er Jahre entstand die Idee einer Schnellstraßenbahn auf dem Bahnkörper der Schmalspurbahn, die am Weißen Roß beginnend bis nach Moritzburg führen sollte. Der Weiterbetrieb der Schmalspurbahn und fehlende materielle Voraussetzungen ließen diesen mehrfach publizierten Plan jedoch schon bald obsolet werden.
Im August 1971 tagte in Dresden der 18. Internationale MOROP-Kongress der Modelleisenbahner. Am Bahnhof Radebeul Ost fand dazu eine vielbeachtete Fahrzeugausstellung statt, auf der erstmals auch die Schmalspurbahn im Mittelpunkt des Interesses der in- und ausländischen Besucher stand.

### Entwicklung ab 1974
Anfang der 1970er Jahre mehrten sich die Stimmen, die eine Erhaltung einiger Schmalspurbahnen als touristische Attraktion forderten. So beschloss die Hauptverwaltung des Betriebs- und Verkehrsdienstes am 17. September 1973 die langfristige Erhaltung von sieben Schmalspurbahnen in der DDR, darunter auch die der Schmalspurbahn Radebeul Ost–Radeburg. Diese sollte nun vorrangig zu einer touristischen Attraktion unter Beibehaltung des regulären Reise- und Güterverkehrs entwickelt werden.

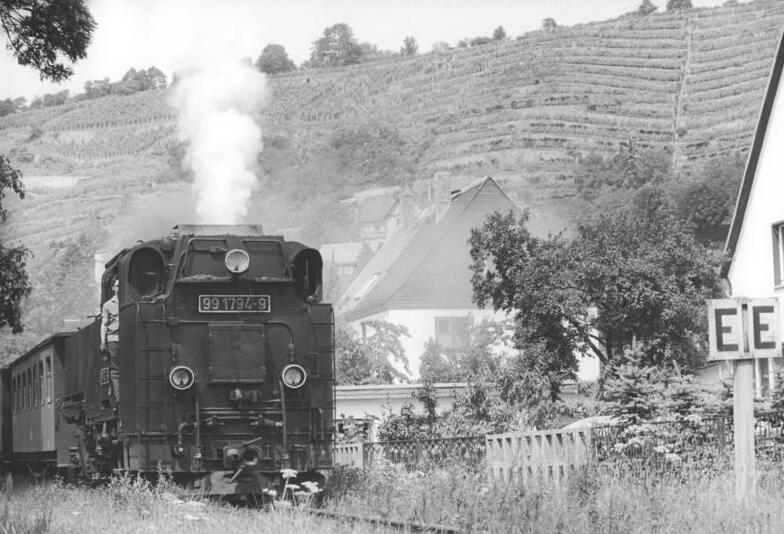
Talwärts fahrender Zug kurz vor dem Haltepunkt Weißes Roß (1984)

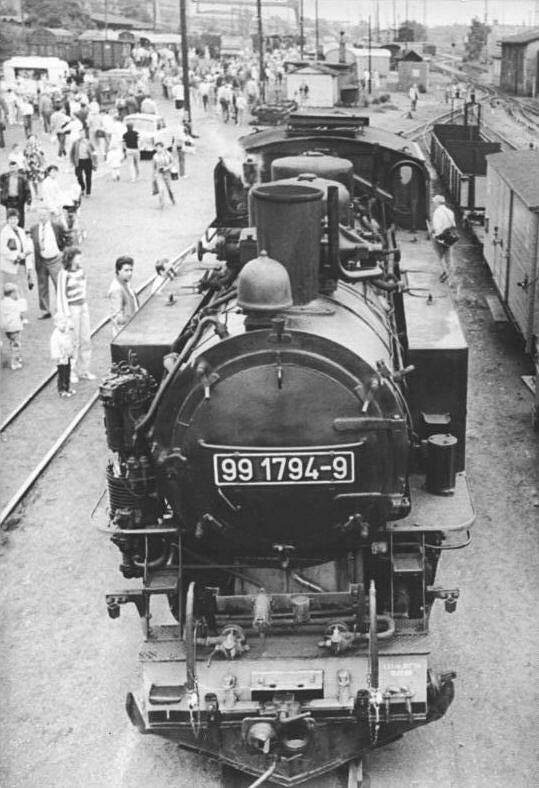
Fahrzeugausstellung anlässlich „150 Jahre Eisenbahn in Radebeul“ (1988)

Am 10. August 1974 verkehrte dank des Engagements von Eisenbahnfreunden erstmals ein Traditionszug. Zum Einsatz kamen innen im Ursprungszustand erhaltene Reisezugwagen der sächsischen Schmalspurbahnen zusammen mit einer Lokomotive der Gattung IV K. Diese Fahrten wurden in den nächsten Jahren regelmäßig durchgeführt. Damit war die Schmalspurbahn Radebeul Ost–Radeburg die erste Eisenbahnstrecke mit regelmäßigem musealen Betrieb in der DDR.
Der Zustand der Fahrzeuge war in den 1970er Jahren für den Regelbetrieb noch zufriedenstellend. Angesichts des teilweise sehr hohen Alters der Wagen sah die Deutsche Reichsbahn eine Neubeschaffung bulgarischer Reisezugwagen vor, die bis 1984 geliefert werden sollten. Aus finanziellen Gründen stornierte die DDR den Liefervertrag im Jahr 1982. Letztlich modernisierte die DR deshalb einen Großteil der vorhandenen Reisezugwagen.
Nach der Ölkrise in der DDR im Jahr 1981 stieg die Güterverkehrsleistung wegen der staatlich verordneten Verlagerung von Transporten von der Straße auf die Schiene wieder an. Teilweise mussten nun sogar Reisezüge durch Busse ersetzt werden, um zusätzliche Güterzüge für den Bedarf der Radeburger Industrie fahren zu können.
Ein herausragendes Ereignis in der Geschichte der Schmalspurbahn Radebeul Ost–Radeburg war die 100-Jahr-Feier im Jahr 1984. Einer der Höhepunkte war die große Eisenbahnfahrzeugausstellung auf dem Bahnhof Radebeul Ost, die von mehr als 50.000 Gästen besucht wurde. Am 15. und 16. Dezember 1984 verkehrte eine Vielzahl von Sonderzügen, darunter auch ein Fotozug mit den zweiachsigen Wagen des Verkehrsmuseums Dresden.
Der Jahresfahrplan 1988/89 verzeichnete insgesamt sieben täglich verkehrende Reisezugpaare über die Gesamtstrecke. Ein weiteres kam werktags noch für den Berufsverkehr hinzu. Der Traditionszug verkehrte an insgesamt zehn verschiedenen Terminen im Sommerhalbjahr.

### Nach der politischen Wende in der DDR

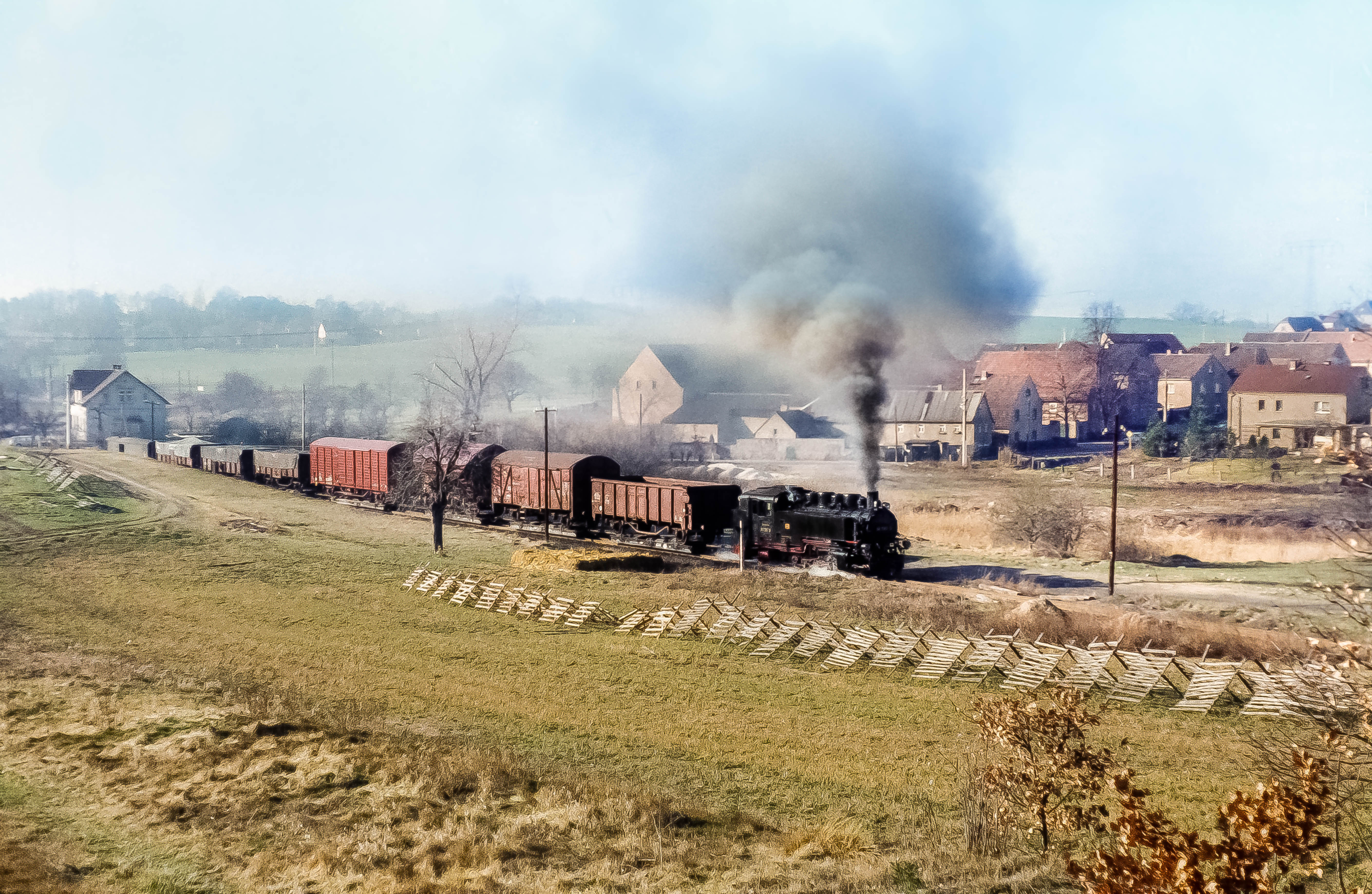
Ein Güterzug nach Radeburg bei Friedewald (Dresden) Bad am 10. Februar 1990

Der gesellschaftliche Umbruch im Osten Deutschlands 1989/90 war auch für die Schmalspurbahn Radebeul Ost–Radeburg mit erheblichen Veränderungen verbunden. Innerhalb kürzester Zeit kam es zu einem drastischen Einbruch der Verkehrsleistung im Personen- und Güterverkehr. Die wichtigen Güterkunden wie die Baustoffwerke Radeburg oder das Flachglaswerk stellten ihre Produktion ein oder verlagerten ihre Transporte auf die Straße. Am 31. Mai 1991 verkehrte letztmals ein Güterzug.

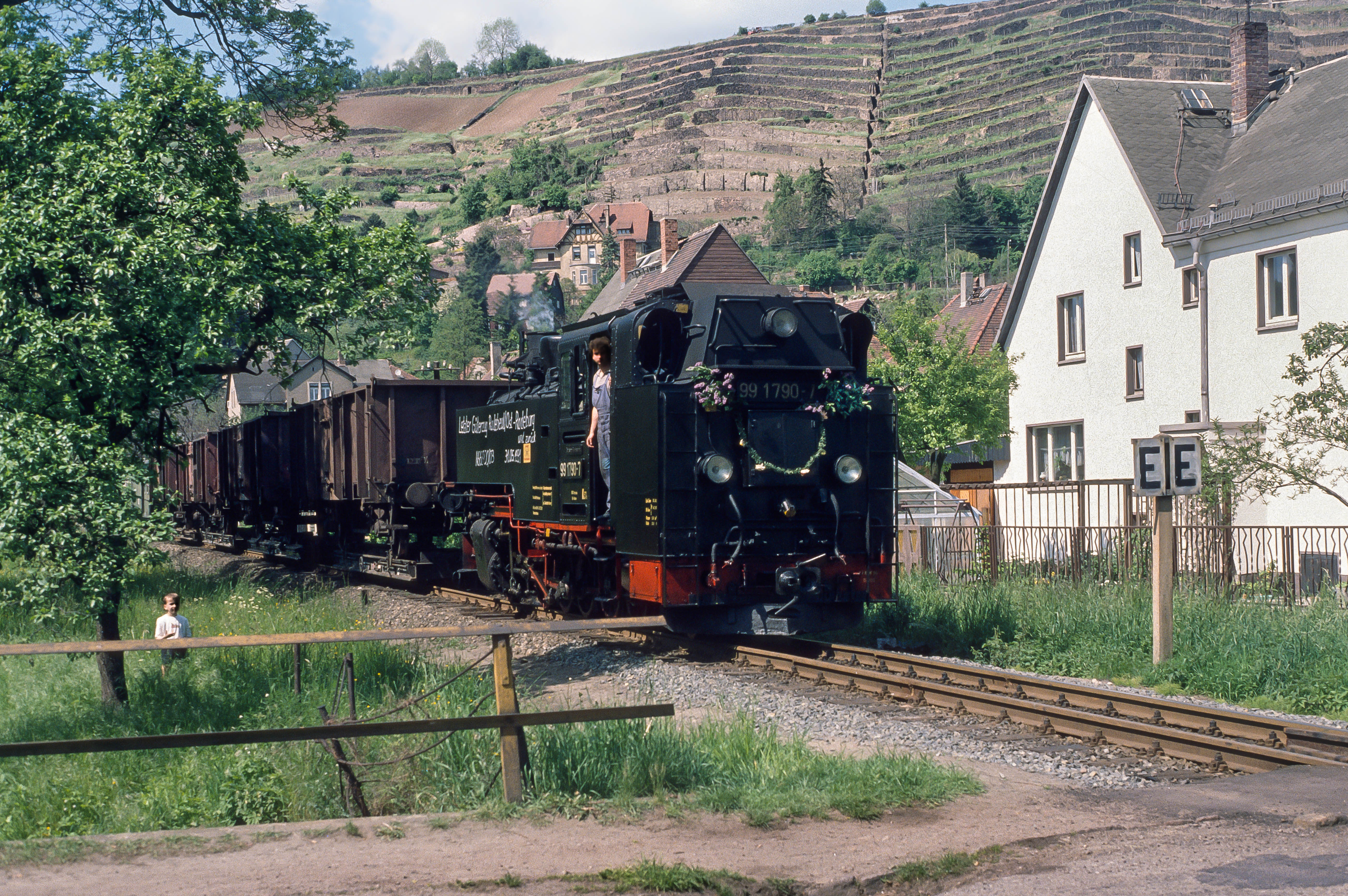
Letzter Güterzug am 31. Mai 1991 am Weißen Roß

 Die wenigen verbliebenen Frachten beförderte man mit den Reisezügen, die dann als Personenzug mit Güterbeförderung (Pmg) verkehrten. Am 21. Mai 1993 endete der Güterverkehr endgültig.
Die baldige Stilllegung schien somit bevorzustehen. Trotzdem erfolgten in Regie der Deutschen Reichsbahn in den Jahren 1991 bis 1993 noch enorme Investitionen in die Strecke und den Fahrzeugpark. Mit dem Ende des Güterverkehrs war es auch möglich, den Fahrplan der Reisezüge besser an den Bedarf anzupassen. Ab dem Fahrplanwechsel im Mai 1991 galt auf der Strecke ein Zweistundentakt.

### Im Betrieb der Deutschen Bahn AG
Eine gänzlich neue Situation entstand mit Gründung der Deutschen Bahn AG (DB AG) zum 1. Januar 1994. Der neue Eigentümer strebte nun schnellstmöglich eine Stilllegung, bestenfalls eine Privatisierung, der Strecke an.

Anfang der 1990er Jahre gab es Überlegungen von Seiten des Freistaates Sachsen, diese und weitere Strecken der Deutschen Bahn mittels einer landeseigenen Gesellschaft zu betreiben. Letztlich zerschlugen sich diese Pläne Mitte der 1990er Jahre und es wurde nun seitens des Freistaates eine Regionalisierung nach dem Vorbild der Zittauer Schmalspurbahn und der Schmalspurbahn Cranzahl–Kurort Oberwiesenthal – ohne dessen Kostenbeteiligung – favorisiert, wobei allerdings weder der Kreis Dresden-Land noch die Anliegergemeinden diese Kostenbeteiligung allein eingehen wollten. Daraufhin beabsichtigte die Deutsche Bahn AG bis zum Jahr 1998 auch den Personenverkehr einzustellen.

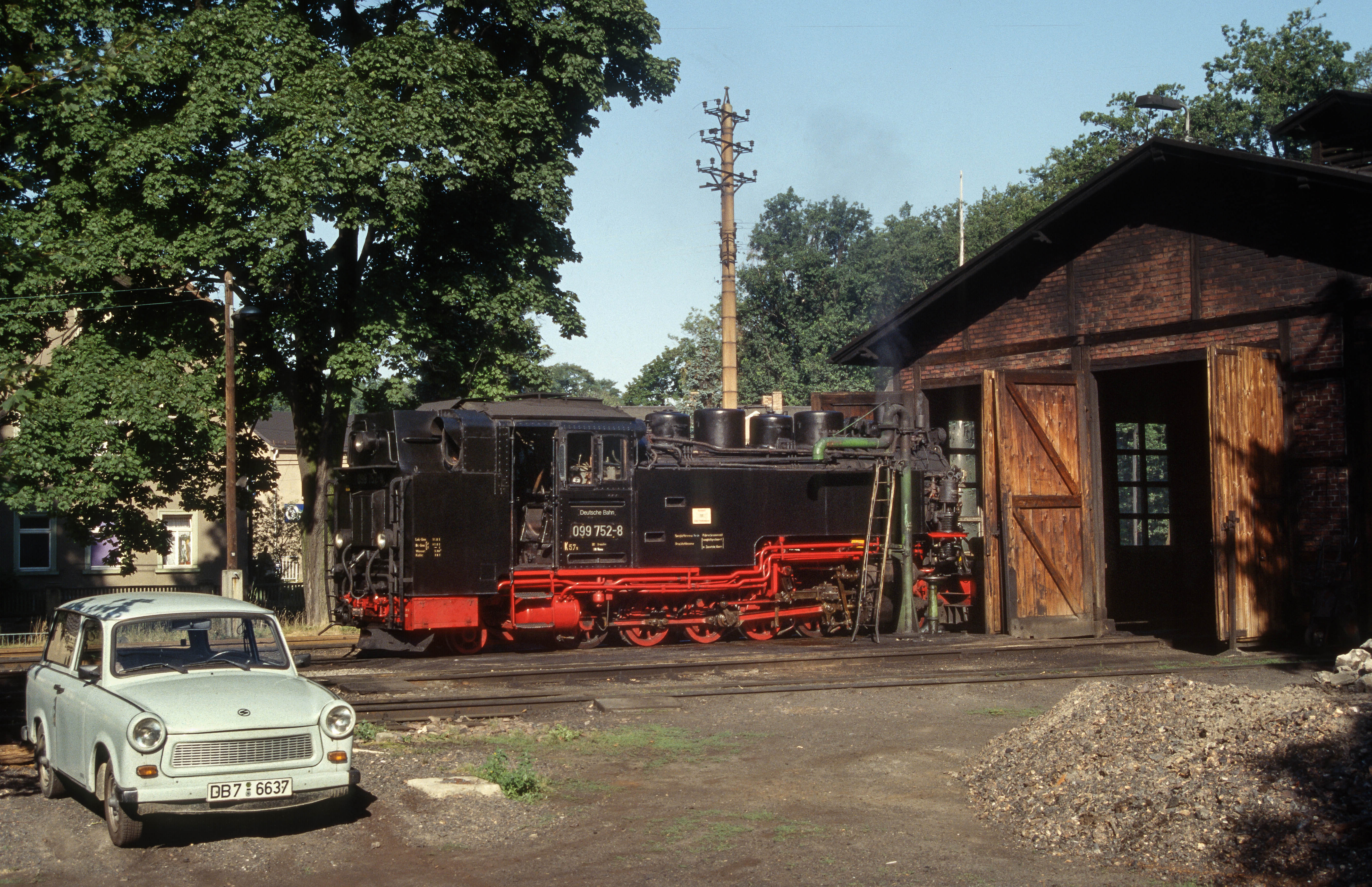
Dienst-Kfz und Dampflokomotive mit den Kennzeichnungen der Deutschen Bahn in Radeburg am 22. Juli 1994

Diese Einstellung wurde durch den inzwischen ausreichend wirtschaftlich erstarkten Verkehrsverbund Oberelbe verhindert. Am 8. Dezember 1997 fasste der damalige Zweckverband Verkehrsverbund Oberelbe (ZVOE) den Beschluss, die Aufgabe Schienenpersonennahverkehr ungeteilt, d. h. auch für die auf seinem Gebiet befindlichen beiden Schmalspurbahnen Radebeul Ost–Radeburg und Freital-Hainsberg–Kurort Kipsdorf, zu übernehmen. Im Februar 1998 wurde seitens des Bundes die Zusage erteilt, dass ein Großteil der Sanierungskosten – 8,5 Millionen DM – aus dem „Altlastenfonds“ des Bundes übernommen werden. Daraufhin fasste der Vorstand der DB AG am 16. März 1998 den Beschluss, die Strecke zunächst weiter zu betreiben und von weiteren Stilllegungsplänen Abstand zu nehmen.
Allerdings hielt die Deutsche Bahn AG auch weiterhin an ihrer Absicht fest, die Strecke an einen privaten Betreiber abzugeben, war jedoch durch die finanzielle Unterstützung des Bundes nunmehr in ihren Absichten eingeschränkt. Am 31. Dezember 2000 übernahm die DB-Tochtergesellschaft Mitteldeutsche Bahnreinigungsgesellschaft (BRG) die Betriebsführung der Schmalspurbahn Radebeul Ost–Radeburg. Mediale Aufmerksamkeit erregte in dieser Zeit der Verkauf einer im aktiven Dienst stehenden Dampflokomotive an die Öchsle Bahn AG in Baden-Württemberg. Die veräußerte Lokomotive 99 788 war in der Liste der Kulturdenkmale der Stadt Radebeul eingetragen.
Ende der 1990er Jahre wies der Fahrplan werktags insgesamt acht Zugpaare im Zweistundentakt aus. Ein weiteres Zugpaar verkehrte nur bis Moritzburg.

### Im Betrieb der BVO Bahn / SDG

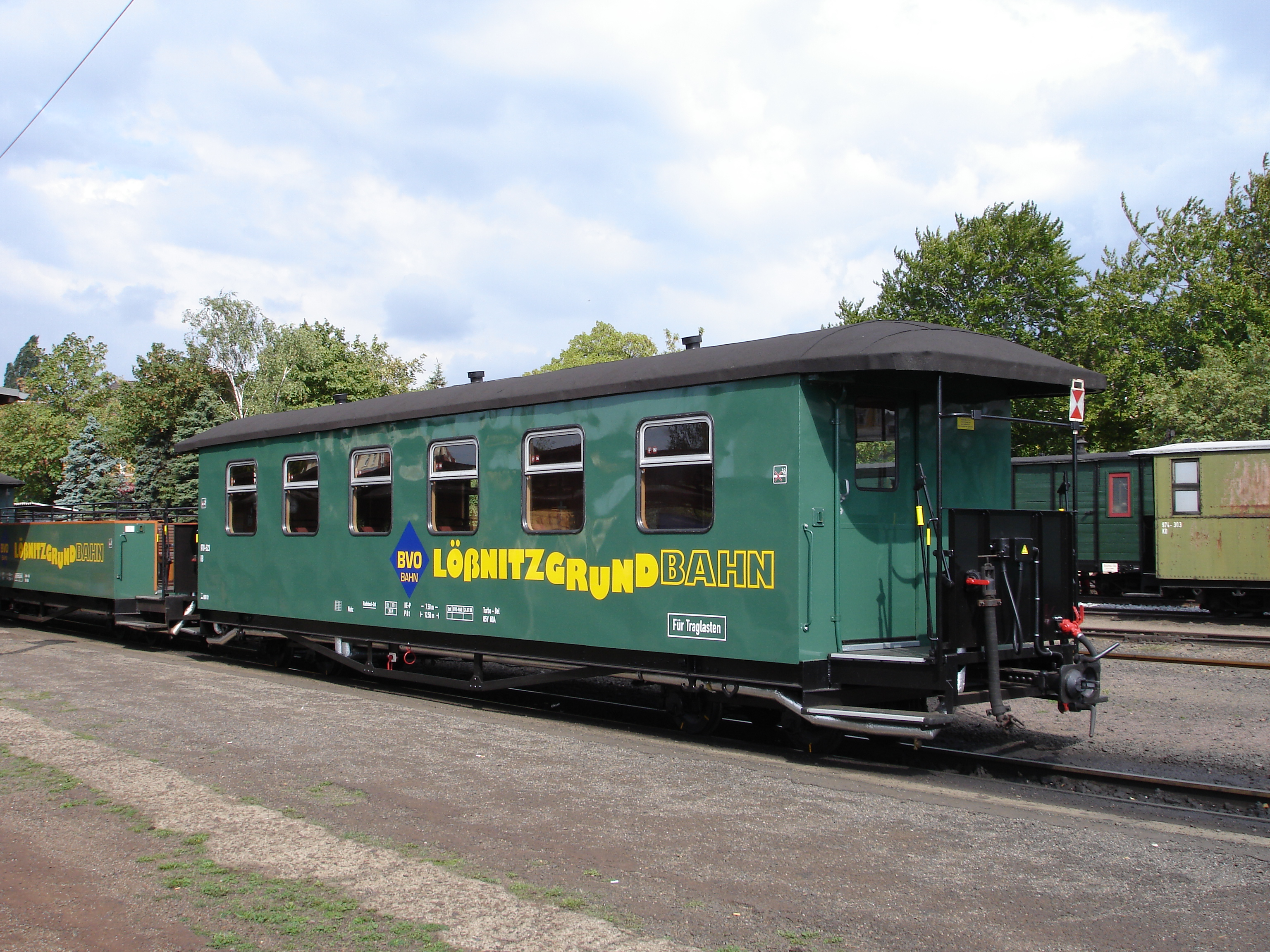
Seit 2004 tragen die Fahrzeuge den Schriftzug Lößnitzgrundbahn (2006)

Am 11. Juni 2004 ging die Strecke gemeinsam mit der Weißeritztalbahn an die in Annaberg-Buchholz ansässige BVO Bahn GmbH (seit 2007 Sächsische Dampfeisenbahngesellschaft) über. Diese war 1997 zum Betrieb der Schmalspurbahn Cranzahl–Kurort Oberwiesenthal als Ausgliederung eines kommunalen Busunternehmens gegründet worden. Die feierliche Übergabe der Bahn an den neuen Eigentümer erfolgte am 21. Juni 2004 im Bahnhof Moritzburg. In der dort verkündeten „Moritzburger Erklärung“ verpflichteten sich der Freistaat Sachsen, der Verkehrsverbund Oberelbe und die BVO zum Erhalt der Schmalspurbahnen. Am 22. Juni 2004 wurde der Zugverkehr in Verantwortung des neuen Betreibers unter dem – bereits bei der Deutschen Bahn AG 1998 vergebenen – Namen Lößnitzgrundbahn, dieses Mal als Alleinmerkmal, wieder aufgenommen.

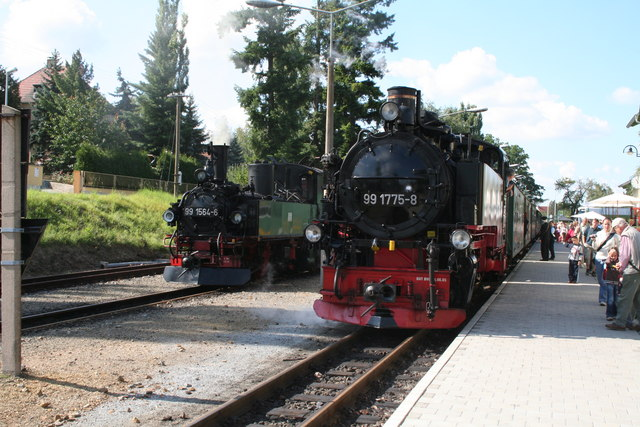
Regelzug der SDG und Traditionszug im Bahnhof Moritzburg (2007)

In den folgenden Jahren erfolgten in Regie der BVO umfangreiche Investitionen in die Infrastruktur. Im Jahr 2005 wurde z. B. der Kreuzungsbereich der Lößnitzgrundbahn mit Straße und Straßenbahn am Haltepunkt „Weißes Roß“ umgebaut, ein neu eingebauter Schwenk nach Osten der Lößnitzgrundbahn verkleinert vor allem den Kreuzungswinkel mit den beiden Straßenbahngleisen. Zum Zwecke dieses Umbaus war die Strecke vom 24. Oktober bis 2. Dezember 2005 gesperrt. Bis zum Jahr 2008 wurden insgesamt 2,7 Millionen Euro in neue Gleise und Anlagen investiert.
Die erbrachte Verkehrsleistung nahm in Regie der BVO Bahn wieder zu. Im Jahr 2007 benutzten im Durchschnitt 482 Personen täglich die Schmalspurbahn.
Am 9. Mai 2007 firmierte die BVO Bahn in Sächsische Dampfeisenbahngesellschaft (SDG) um. Neben einer besseren Vermarktung des Verkehrsangebots war dieser Schritt insbesondere mit einer Veränderung in der Eigentümerstruktur begründet. Am 5. Juni 2007 übernahm der Verkehrsverbund Oberelbe 35 Prozent der Gesellschafteranteile. Aus formaljuristischen Gründen übernahm der Landkreis Meißen im Juli 2008 die Infrastruktur ab Streckenkilometer 0,400. Ein Pachtvertrag regelt die Nutzung durch die SDG.
Bei den Feierlichkeiten zum 125. Streckenjubiläum kam es am 12. September 2009 bei Friedewald zu einem der schwersten Unfälle in der Geschichte der Lößnitzgrundbahn. Ein talwärts fahrender Planzug stieß zwischen dem Haltepunkt Friedewald und dem Bahnhof Friedewald Bad mit einem bergwärts fahrenden Sonderzug frontal zusammen, wobei 121 Menschen verletzt wurden. Die Festveranstaltung wurde daraufhin abgebrochen.
Am 4. Januar 2019 musste der Zugverkehr zwischen Moritzburg und Radeburg eingestellt werden, nachdem das durch einen Biberdamm angestaute Wasser der Promnitz den Bahndamm an der Brücke der Umgehungsstraße in Radeburg unterspült hatte. Nach Behebung des Schadens nahm die SDG den Zugverkehr am 10. Januar 2019 wieder auf.
Vom 28. März bis 16. Mai 2020 war der Eisenbahnbetrieb aufgrund der Corona-Krise ersatzlos eingestellt.
Aufgrund von enormen Kostensteigerungen insbesondere bei der benötigten Steinkohle trat zum Fahrplanwechsel im Dezember 2022 ein reduzierter Fahrplan in Kraft. Das am frühen Morgen an Schultagen verkehrende Personenzugpaar wurde zugunsten einer neu eingerichteten Regionalbusverbindung von Berbisdorf nach Radebeul eingestellt.

### Fahrgastzahlen
- 2007: 176.056
- 2008: 212.000
- 2013: 234.000 (Rückgang aufgrund Hochwasser 2013)[25]
- 2014: 261.000[26]
- 2017: 252.816[27]
- 2019: ca. 275.000[28]

## Streckenbeschreibung

### Verlauf

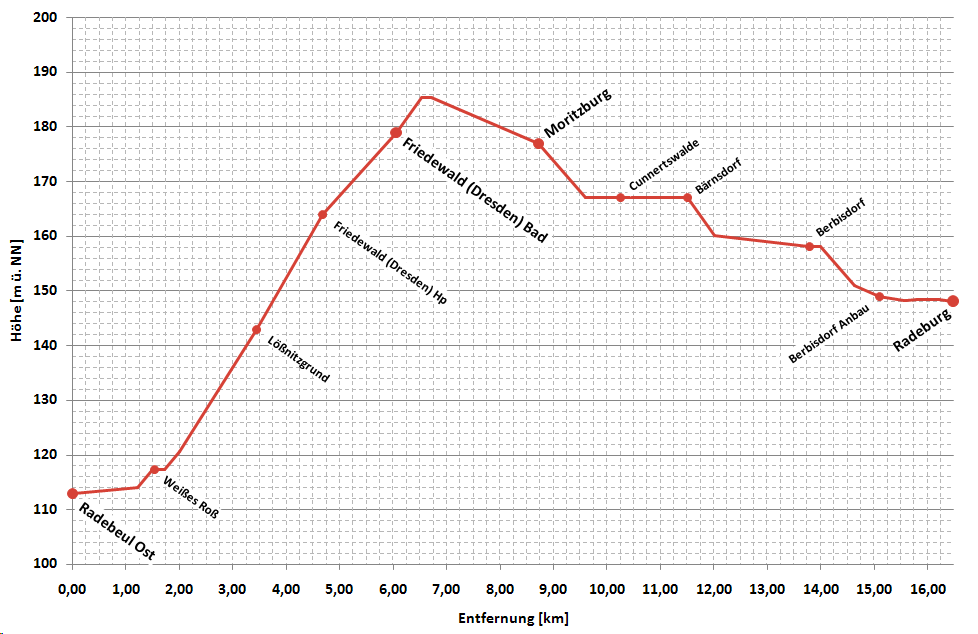
Vereinfachtes Höhenprofil der Strecke

Mit einem Rechtsbogen verlässt die Strecke den Bahnhof Radebeul Ost und führt zunächst in Straßenseitenlage durch Radebeul. Nach einem reichlichen Kilometer kreuzt das Gleis niveaugleich die Gleise der Dresdner Straßenbahnlinie 4 (ehemals schmalspurige Lößnitzbahn) und erreicht unmittelbar danach den Haltepunkt Weißes Roß. Kurz darauf führt die Bahn unterhalb der Radebeuler Weinberge in den namensgebenden Lößnitzgrund. Stetig ansteigend führt das Gleis nun am Lößnitzbach aufwärts und passiert die Haltepunkte Lößnitzgrund und Friedewald Hp, um ausgangs des Lößnitzgrundes den Bahnhof Friedewald Bad zu erreichen. Für den Traditionsverkehr wurde hier Anfang der 1980er Jahre das Kreuzungsgleis wieder aufgebaut, im Regelverkehr finden hier keine Zugkreuzungen statt. Kurz nach dem Bahnhof überquert die Strecke auf einem Damm den Dippelsdorfer Teich, welcher den höchsten Punkt der Strecke darstellt. Von nun an führt das Gleis durch eine hügelige, malerische Landschaft mit Wiesen, Wäldern und vielen Wasserflächen. Der nun folgende Bahnhof in Moritzburg ist die wichtigste Unterwegsstation an der Strecke. Hier enden heute die meisten Züge. Über die Haltepunkte Cunnertswalde, Bärnsdorf, Berbisdorf und Berbisdorf Anbau führt die Strecke schließlich im Promnitztal nach Radeburg. Kurz vor der Einfahrt in die Zillestadt befindet sich links das Glaswerk, bis 1990 der wichtigste Güterkunde an der Strecke. Über ein zwei Kilometer langes Anschlussgleis waren auch die beiden Schamottewerke bei Radeburg bis 1990 an die Strecke angeschlossen.

### Betriebsstellen
Radebeul Ost ⊙

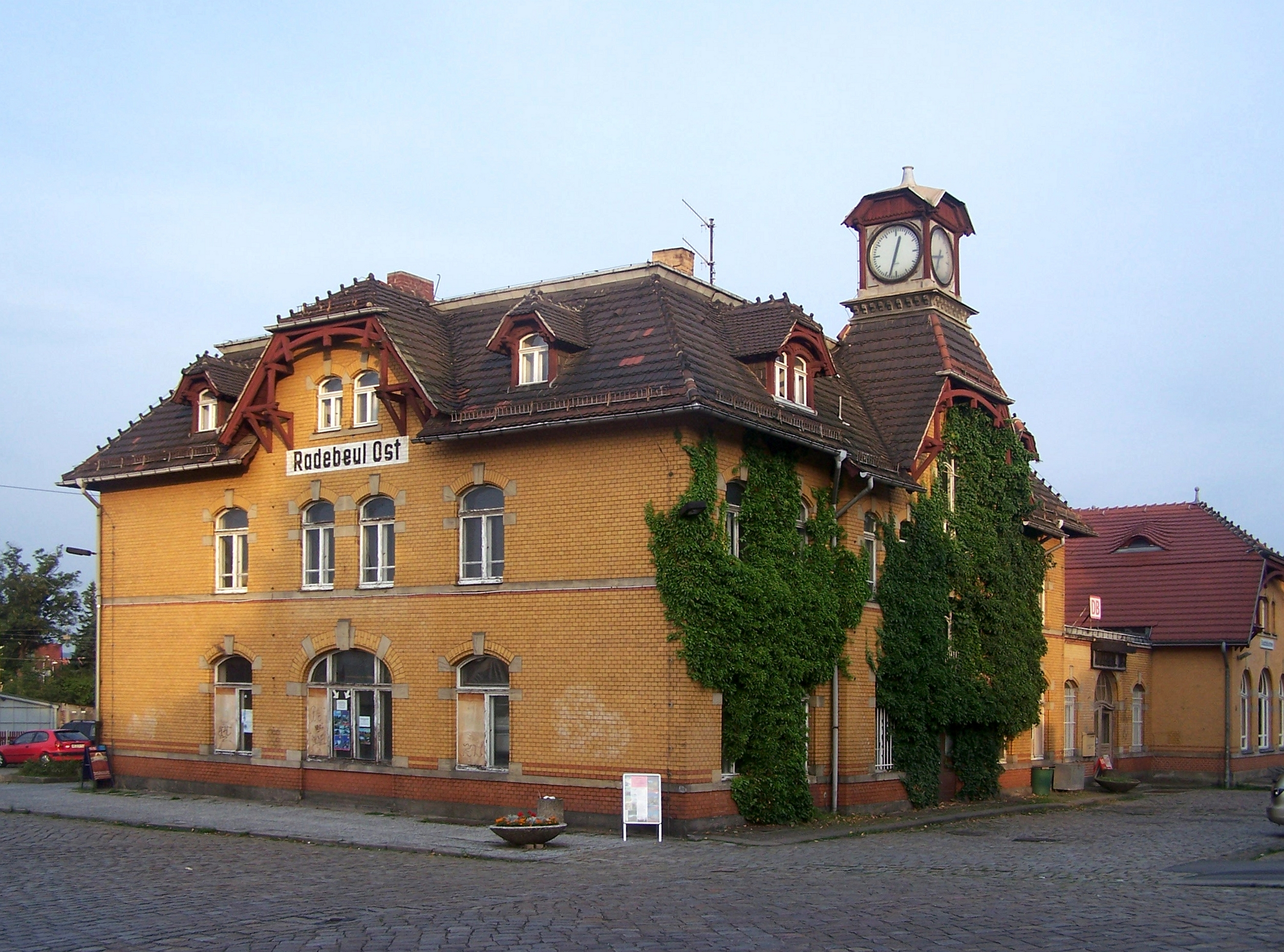
Bahnhof Radebeul Ost (2010)

Im Bahnhof Radebeul Ost beginnt die Lößnitzgrundbahn. Hier befinden sich die Lokbehandlungsanlagen und auch umfangreiche Abstellgleise. Im ehemaligen Güterboden befindet sich heute das Schmalspurbahnmuseum Radebeul. Die baulichen Anlagen des Bahnhofs sowie die Ausstellung historischer sächsischer Schmalspurfahrzeuge im Eigentum des Verkehrsmuseums Dresden und des Vereins Traditionsbahn Radebeul stehen unter Denkmalschutz.
Weißes Roß ⊙

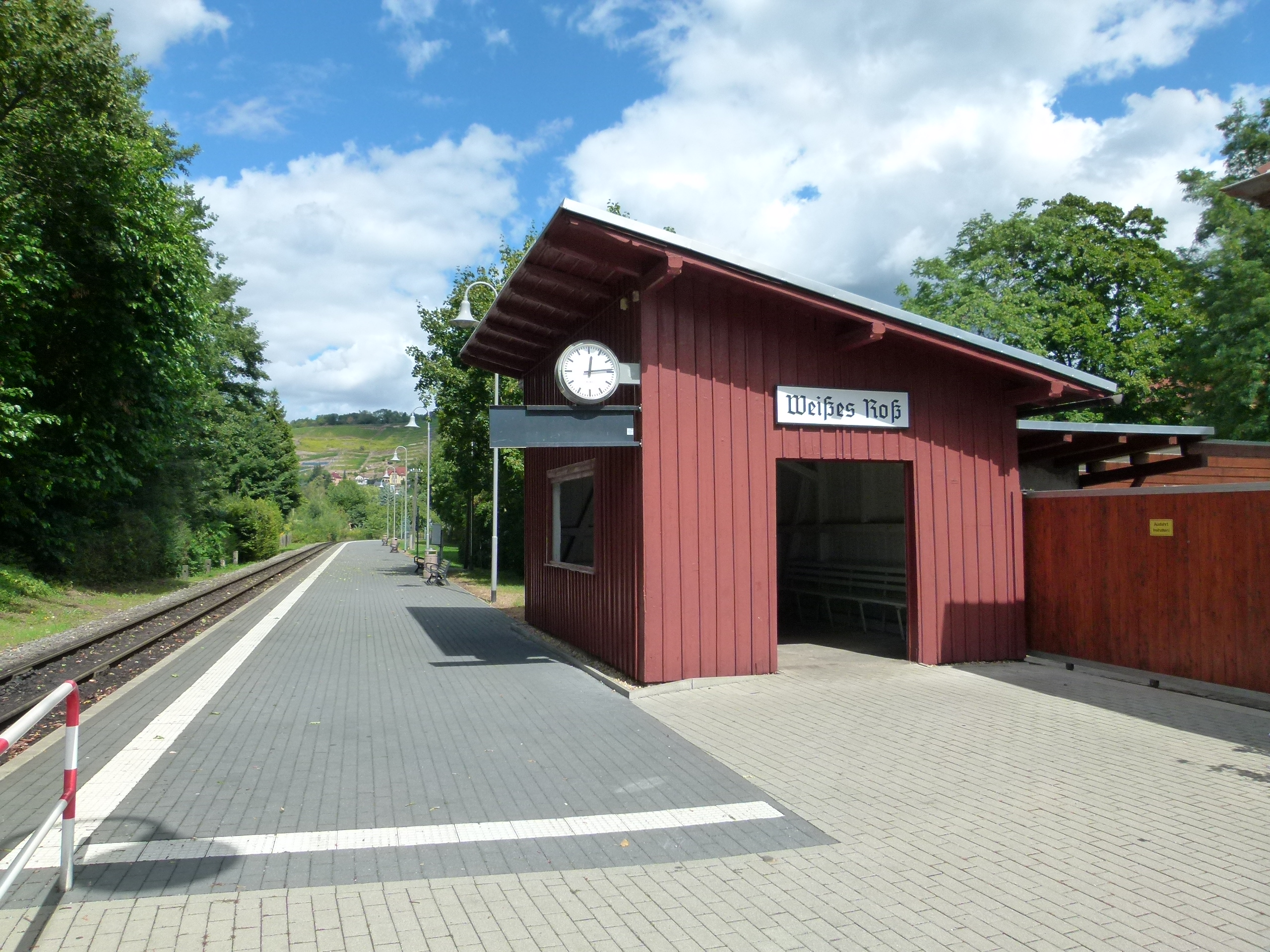
Haltepunkt Weißes Roß

Der Haltepunkt Weißes Roß besteht schon seit der Eröffnung der Strecke. Er ist nach dem benachbarten, 1789 errichteten Gasthof „Weißes Roß“ benannt. Wegen der guten Umsteigemöglichkeit zur heutigen Dresdner Straßenbahnlinie 4, der ehemals schmalspurigen Überlandstraßenbahn namens Lößnitzbahn, auf der Meißner Straße wird er stets rege von Reisenden frequentiert. Die Anlagen des Haltepunktes stehen unter Denkmalschutz.
Anschluss E-Werk Niederlößnitz
Die Anschlussbahn zweigte am Kilometer 2,84 aus der freien Strecke ab. Sie diente von 1896 bis 1928 sowie nach 1945 bis 1962 zur Kohleversorgung des Elektrizitätswerks Niederlößnitz. Dazu waren täglich bis zu fünf Güterzugfahrten notwendig. 1962 wurde die eigene Stromerzeugung aufgegeben und damit auch das Anschlussgleis abgebrochen.
Lößnitzgrund ⊙

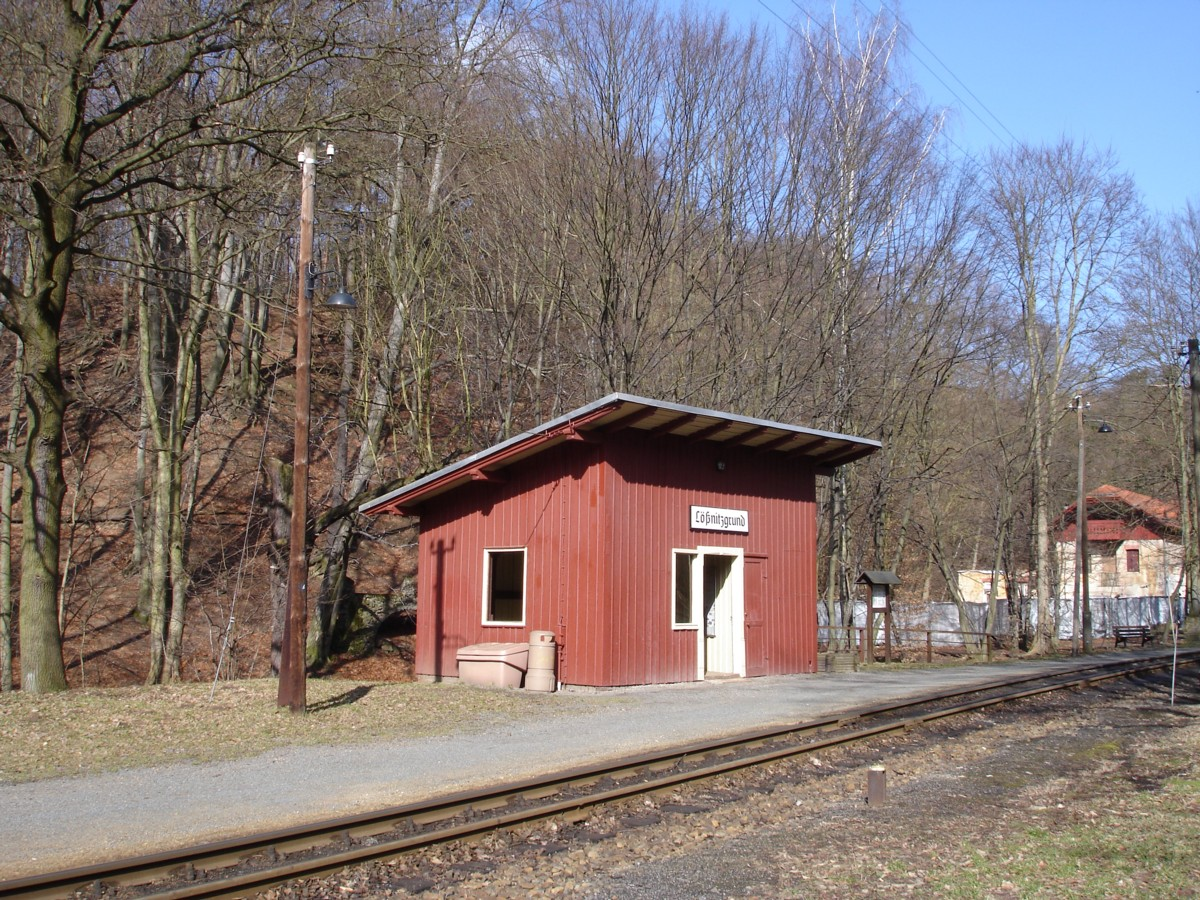
Haltepunkt Lößnitzgrund (2010)

Der Haltepunkt Lößnitzgrund besteht seit der Eröffnung der Bahn. Die heute noch existierende Wartehalle wurde 1897 errichtet. Sie steht unter Denkmalschutz. Zwischen 1921 und 1966 bestand in Lößnitzgrund ein Kreuzungsgleis, über das planmäßig Zugkreuzungen stattfanden.
Besondere Bedeutung für den Personenverkehr am Haltepunkt Lößnitzgrund hatte die bekannte Ausflugsgaststätte Meierei, die unmittelbar am Haltepunkt lag. Seit deren Schließung im Jahr 1975 dient der Haltepunkt heute vor allem als Ausgangspunkt für den Besuch des nahen Bilzbades.
Friedewald (Kr Dresden) Hp ⊙

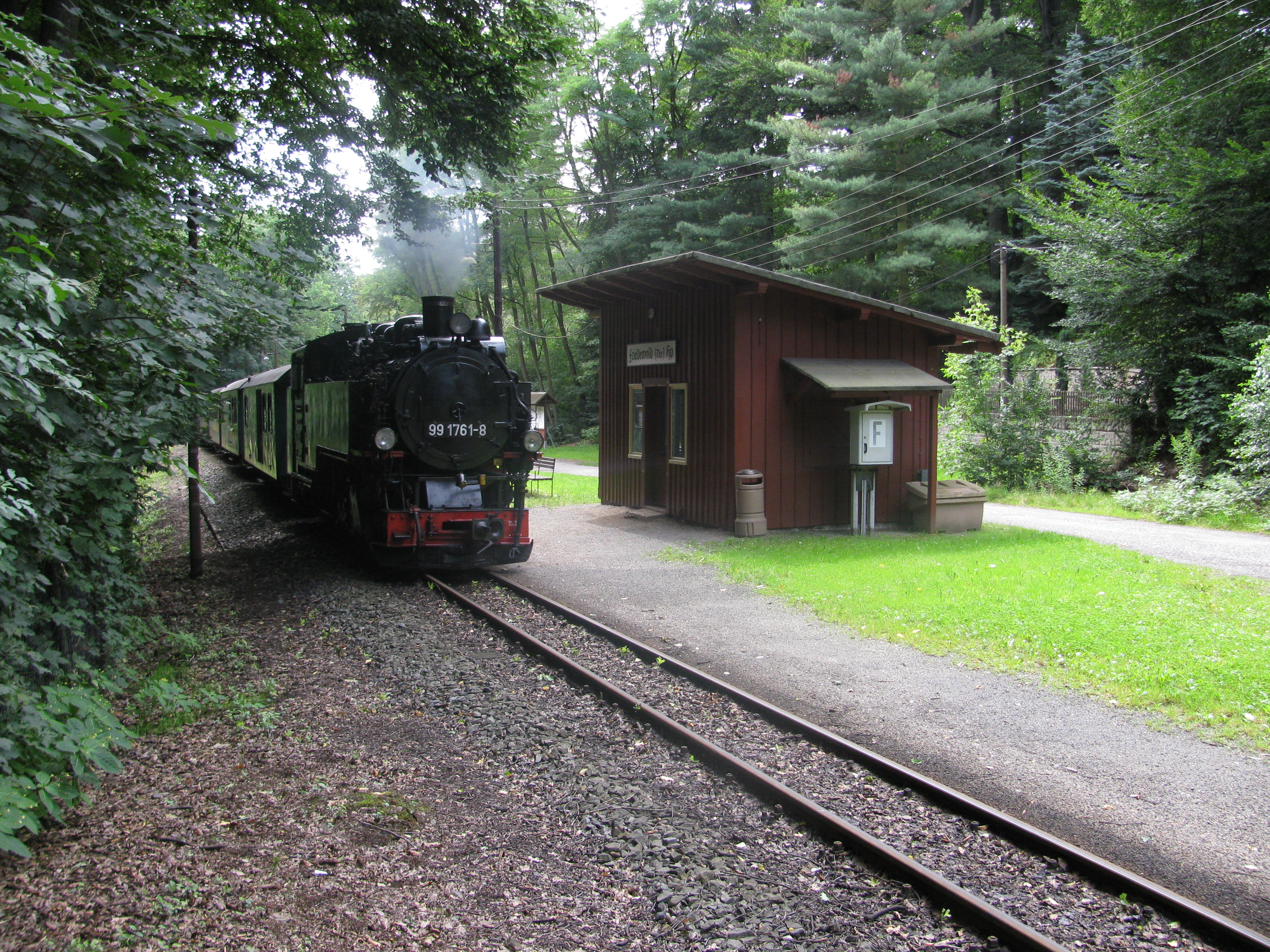
Friedewald (Kr Dresden) Hp

Der Haltepunkt Friedewald (bis 1940: Buchholz-Friedewald) wurde am 1. Oktober 1899 neu eingerichtet. Die Anlagen bestanden ursprünglich aus einem 135 Meter langen Bahnsteig, einer hölzernen Wartehalle und einem Freiabtritt.
Friedewald (Kr Dresden) Bad ⊙

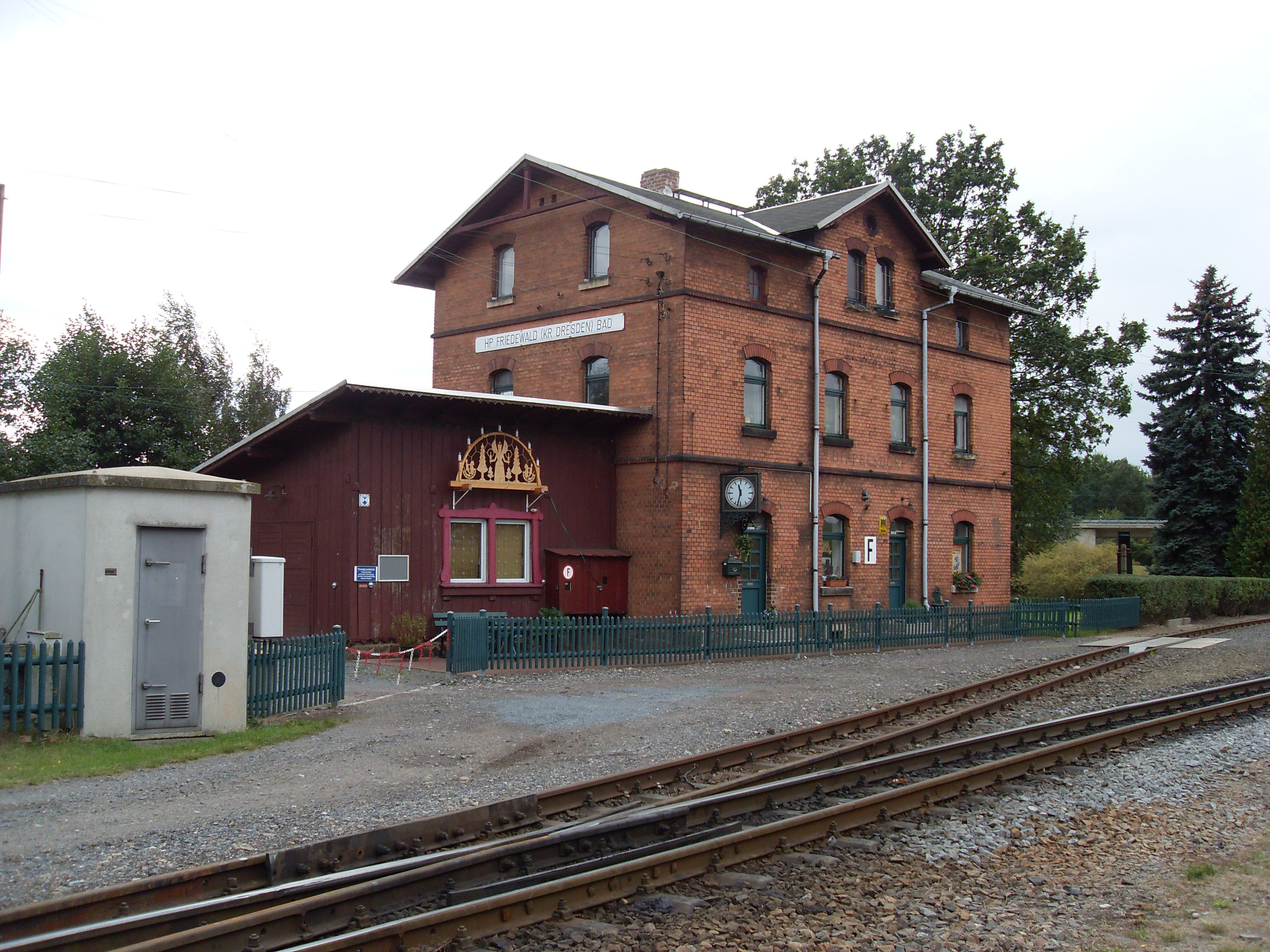
Bahnhof Friedewald (Dresden) Bad (2009)

Der Bahnhof Friedewald (Kr Dresden) Bad (bis 1940: Dippelsdorf) liegt kurz vor dem höchsten Punkt der gesamten Strecke im Friedewalder Ortsteil Dippelsdorf. Ursprünglich war Friedewald Bad nur eine Haltestelle, die aus dem durchgehenden Hauptgleis mit Bahnsteig und einem Ladegleis bestand. Die Hochbauten bestanden aus einer einfachen Wartehalle, einem Freiabtritt und einem Wagenkasten als Güterschuppen. Im Jahr 1901 erhielt Friedewald Bad das Kreuzungsgleis und das heute noch vorhandene massive Empfangsgebäude. Am 1. Januar 1901 wurde Friedewald Bad zum Bahnhof erhoben.
Am 26. Mai 1963 wurde Friedewald Bad als Güterverkehrsstelle aufgehoben. Das Ladegleis wurde bis 1996 abgebaut.
Moritzburg ⊙

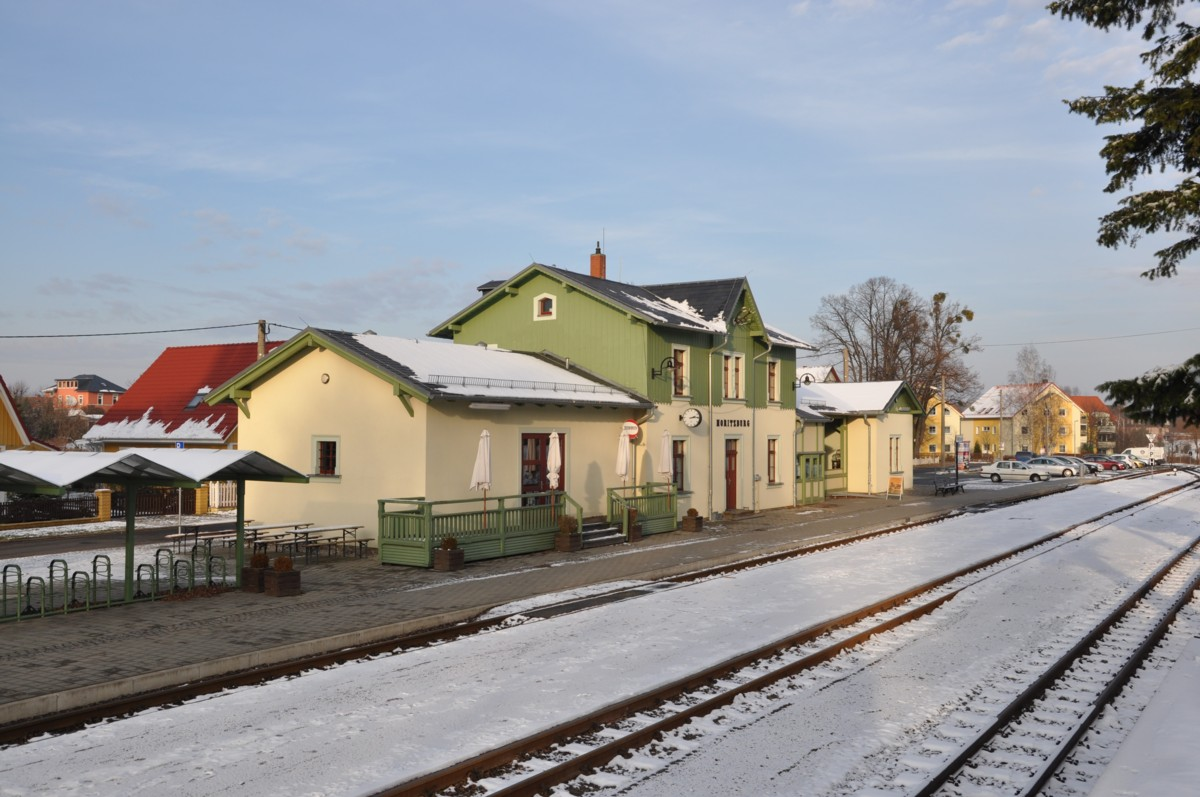
Bahnhof Moritzburg (2010)

Der Bahnhof Moritzburg bei Streckenkilometer 8,53 ist die größte Zwischenstation der Schmalspurbahn. Er ist heute der einzige Bahnhof, an dem planmäßige Zugkreuzungen stattfinden können. Die Bedeutung des Bahnhofs Moritzburg begründet sich seit jeher im Ausflugsverkehr. Das nahe Schloss Moritzburg gehört zu den bedeutendsten Zielen des Touristenverkehrs in Sachsen. Der Güterverkehr war dagegen stets von untergeordneter Bedeutung, er beschränkte sich im Wesentlichen auf den Versand von Rohholz aus den umliegenden Forsten. Die verfallene Seitenladerampe am Gleis 4 zeugt noch heute von dieser Nutzung.
Das aus dem Jahr 1883 stammende Empfangsgebäude wurde 2004 in Regie der damaligen BVO Bahn denkmalschutzgerecht restauriert. Es beherbergt heute die örtliche Betriebsleitung.
Cunnertswalde ⊙

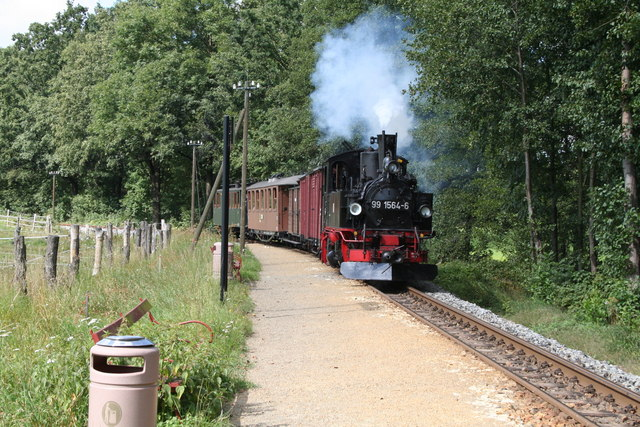
Haltepunkt Cunnertswalde

Der Haltepunkt Cunnertswalde wurde am 10. Juni 1886 eingerichtet. Die hölzerne Wartehalle von 1892 wurde 1992 abgerissen. Sie war mit ihren sechs Quadratmetern Grundfläche eines der kleinsten Stationsgebäude in Sachsen. Cunnertswalde ist ein Bedarfshalt.
Bärnsdorf ⊙

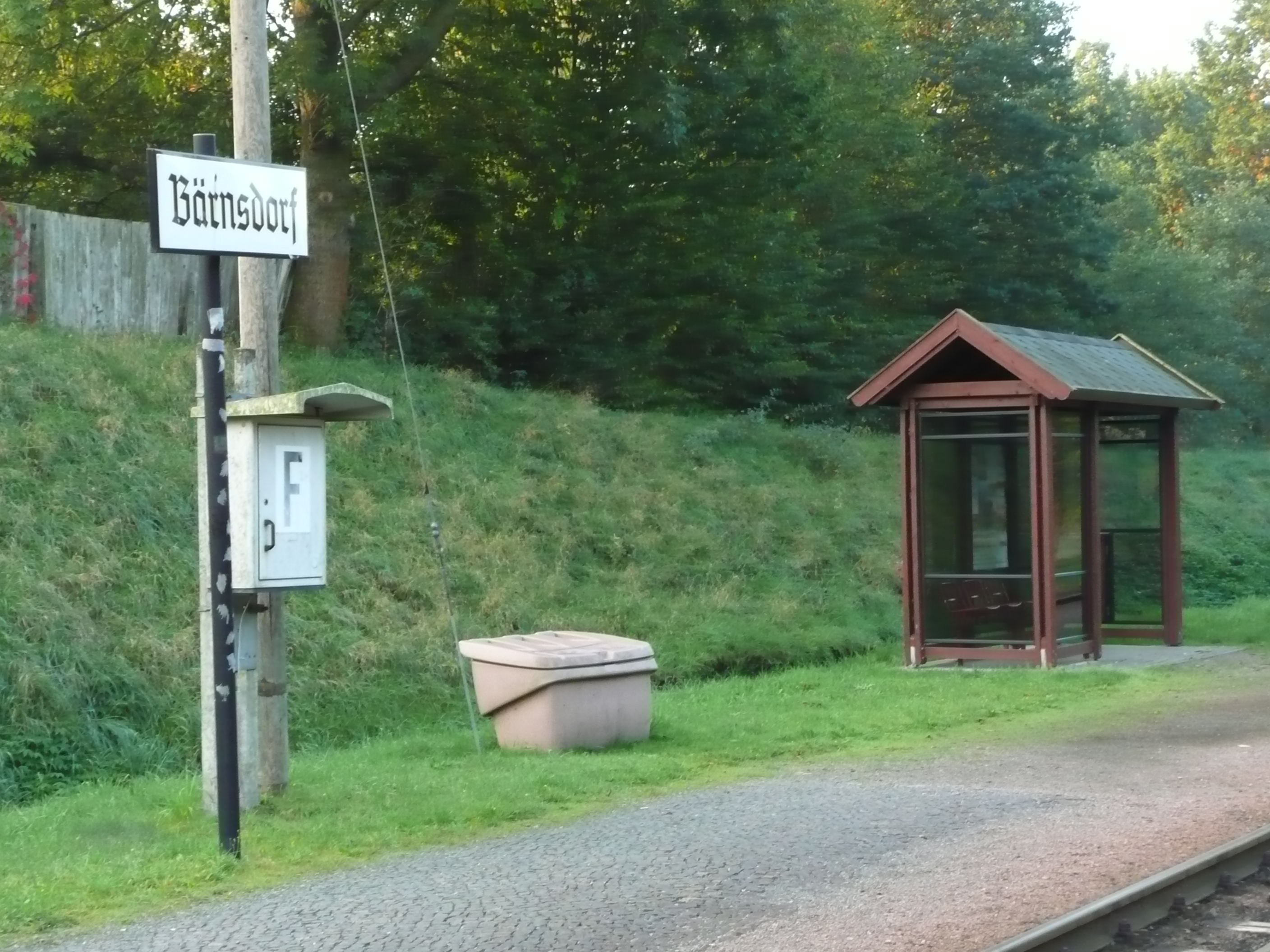
Haltepunkt Bärnsdorf

Der heutige Haltepunkt Bärnsdorf besteht seit der Streckeneröffnung. Von 1889 bis 1965 bestand auch ein beidseitig eingebundenes Ladegleis. Die Hochbauten des Haltepunkts bestanden ursprünglich aus einer hölzernen Wartehalle und einem Beamtenwohnhaus. Im Jahr 1962 baute die DR eine neue Wartehalle aus Betonfertigteilen, die 1997 durch einen modernen Fahrgastunterstand in Holz-Glas-Konstruktion ersetzt wurde.
Berbisdorf ⊙

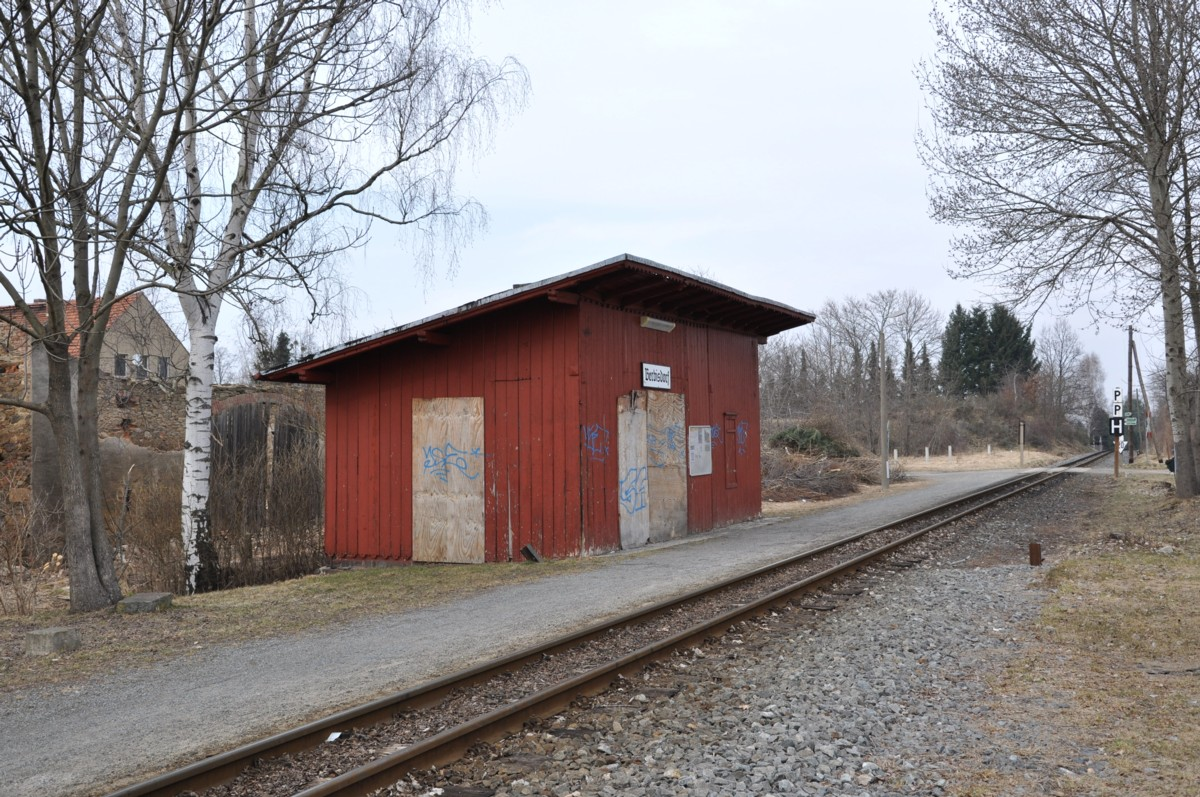
Haltepunkt Berbisdorf (2018)

Der heutige Haltepunkt Berbisdorf war ursprünglich wie Bärnsdorf ein Bahnhof. Neben dem durchgehenden Hauptgleis mit dem Bahnsteig bestand bis 1973 noch ein Freiladegleis. Die heute noch bestehende Wartehalle stammt von 1920.
Berbisdorf Anbau ⊙
Der Haltepunkt Berbisdorf Anbau wurde am 29. Januar 1962 eingerichtet, um den Bewohnern des Radeburger Ortsteils Neuberbisdorf den Weg zur Bahn zu verkürzen. Seit 1983 ist Berbisdorf Anbau ein Bedarfshalt.
Anschlussbahn Baustoffwerke
Die beiden Schamottefabriken bei Radeburg besaßen von 1901 an eine eigene Anschlussbahn, von der weitere Zweiggleise zu anderen Unternehmen abgingen. Die 1991 aufgelassene Strecke gehörte zu den längsten Anschlussbahnen bei den sächsischen Schmalspurbahnen überhaupt. In ihrer Ausdehnung wurde sie nur von der Kohlenbahn Reichenau an der ehemaligen Schmalspurbahn Zittau–Hermsdorf übertroffen.
Anschlussstelle Flachglas GmbH
Die „Glashütte“ in Radeburg bestand schon vor dem Bau der Bahn. Das 1885 eingerichtete Anschlussgleis befand sich bei Kilometer 16,288 an der Einfahrt des Bahnhofes Radeburg. Bis zur Einstellung des Güterverkehrs am 31. Mai 1991 war das Glaswerk einer der wichtigsten Güterkunden der gesamten Strecke.
Radeburg ⊙

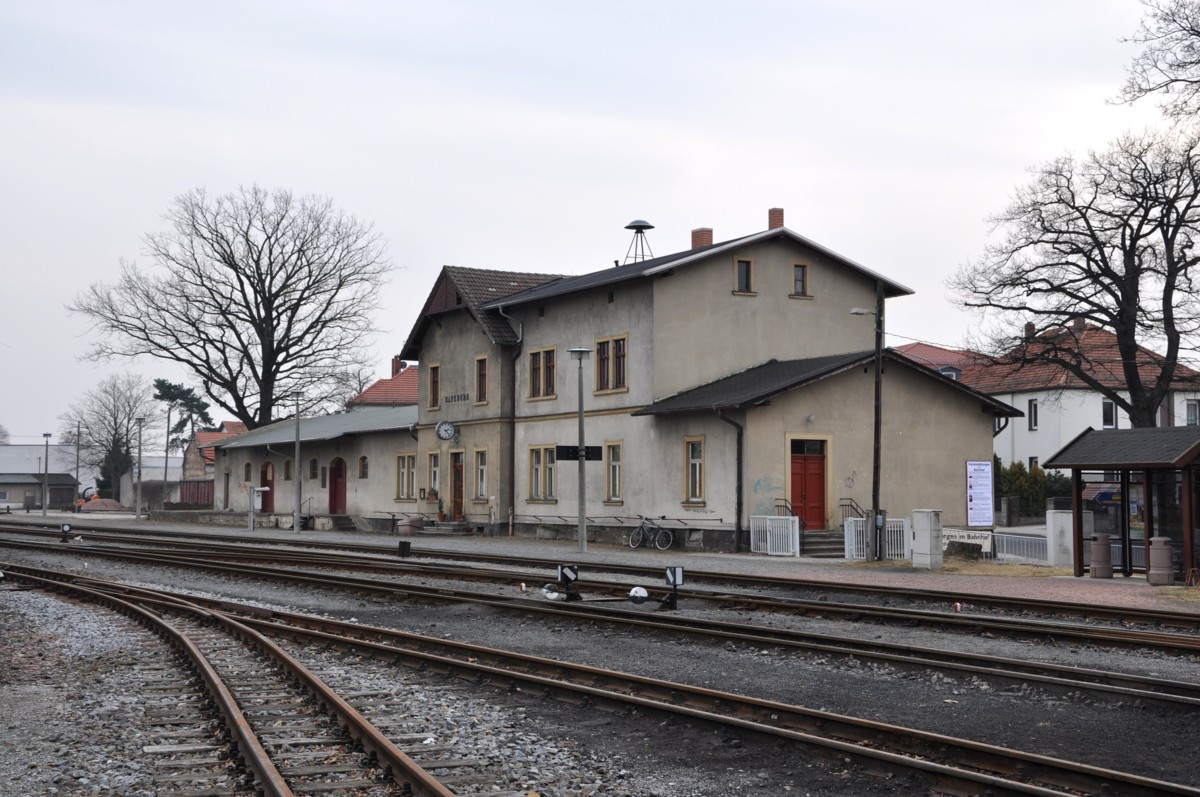
Bahnhof Radeburg (2011)

Im Bahnhof Radeburg endet die Lößnitzgrundbahn. Da schon wenige Jahre nach der Eröffnung die gebauten Anlagen – ein Empfangsgebäude mit angebautem Güterschuppen, ein zweiständiger Lokschuppen und zwei Nebengebäude – nicht mehr ausreichten, wurde der Bahnhof um 1900 erweitert. Neben der Aufstockung des Empfangsgebäudes und dem Bau eines dritten Lokschuppenstandes wurden auch mehrere Gleise neu errichtet.
Der Lokomotivschuppen dient heute der Unterstellung von Fahrzeugen des Traditionsbahn Radebeul e. V.

## Fahrzeugeinsatz

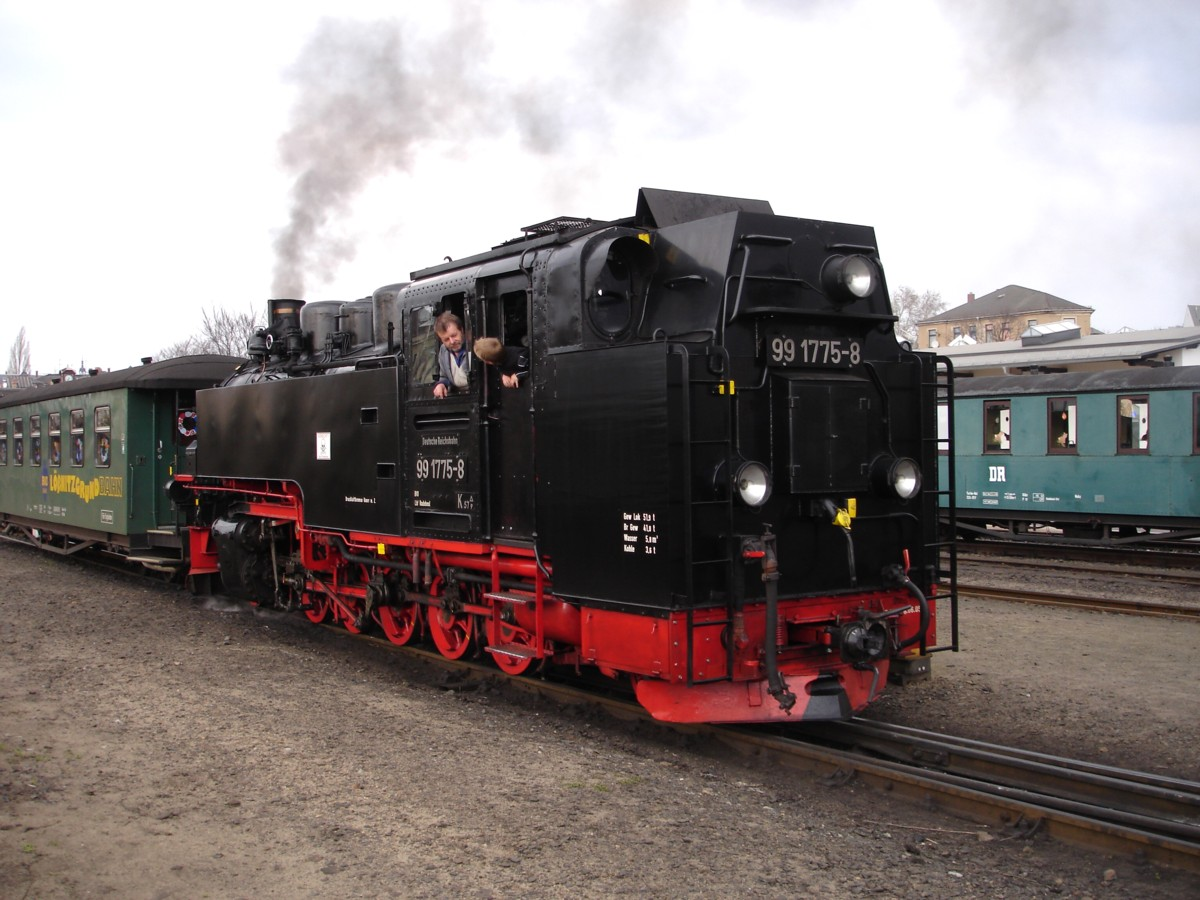
Neubaulokomotive 99 1775 in Radebeul Ost (2007)

Die eingesetzten Lokomotiven und Wagen entsprachen den allgemeinen sächsischen Bau- und Beschaffungsvorschriften für die Schmalspurbahnen und konnten daher freizügig mit Fahrzeugen anderer sächsischer Schmalspurstrecken getauscht werden.
Als Erstausstattung kamen 1884 drei Lokomotiven der Gattung I K mit den Betriebsnummern 11, 12 und 13 nach Radebeul. Ab 1893 wurde die I K durch die leistungsstärkere Gattung IV K nach und nach ersetzt. Nur im Ausnahmefall kamen auch Lokomotiven der Gattung III K zum Einsatz. Als mit der begonnenen Umspurung der Müglitztalbahn Lokomotiven der Gattung VI K frei wurden, wurde ein Teil ab 1935 in Radebeul beheimatet. Sie prägten den Betrieb auf der Lößnitzgrundbahn bis Ende der 1960er Jahre. Abgelöst wurden sie im Jahr 1969 durch die sogenannten „Neubaulokomotiven“ der Baureihe 99.77–79, die nach der Stilllegung der Strecken Schönfeld-Wiesa–Meinersdorf und Wilischthal–Thum dort nicht mehr benötigt wurden.

## Traditionsbahn Radebeul e. V.

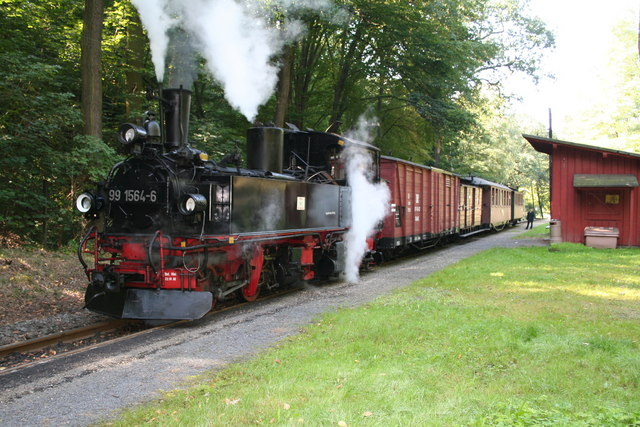
Traditionszug des TRR e. V. in Friedewald Hp (2007)

Seinen Ursprung hat der heutige Traditionsbahn Radebeul e. V. (TRR) in einer Gruppe von Eisenbahnfreunden, die 1967 in Radebeul Ost mit der Restaurierung der dort zusammengezogenen zweiachsigen sächsischen Schmalspurwagen im Stil der K.Sächs.Sts.E.B. begannen. Diese zur Ausmusterung vorgesehenen Wagen hatte Fritz Hager als Mitarbeiter der Abteilung Wagenwirtschaft der Rbd Dresden nach Radebeul Ost überführen lassen, um sie so für eine museale Erhaltung sicherzustellen. In Radebeul Ost gingen sie ins Eigentum des Verkehrsmuseums Dresden über. Die an ihnen 1967 ausgeführten Arbeiten waren ein Novum, denn erstmals widmeten sich damit Eisenbahnfreunde in der damaligen DDR der musealen Erhaltung von historischen Eisenbahnfahrzeugen.
Die in Radebeul Ost aktiven Eisenbahnfreunde organisierten sich schließlich in einer Arbeitsgemeinschaft des Deutschen Modelleisenbahnverbandes (DMV). Ein großer Erfolg für die Gruppe der Eisenbahnenthusiasten waren die ab 10. August 1974 durchgeführten Traditionsfahrten mit den innen im Ursprungszustand befindlichen Reisezugwagen. Damit gab es erstmals auf dem Gebiet der damaligen DDR einen regelmäßigen musealen Zugverkehr, der sich bis heute großer Beliebtheit erfreut.
Einmal jährlich, jeweils an den zwei Tagen des Karl-May-Festes, werden die als Santa-Fe-Express eingesetzten Züge der Traditionsbahn Radebeul von Indianern überfallen. Die Reisenden werden dabei von mitfahrenden Cowboys bzw. Marshalls verteidigt.
Der Verein hatte seinen Sitz mehrere Jahre im Historischen Güterschuppen Radebeul auf dem Gelände des Bahnhofes Radebeul Ost, seit 2017 jedoch im Lößnitzgrund auf dem Gelände des früheren Elektrizitätswerks Niederlößnitz.

## Film
- SWR: Eisenbahn-Romantik – Der Lößnitzdackel (Folge 248)
- DEFA-Heimfilm: Schmalspurbahn von Radebeul Ost nach Radeburg (Natur-/Dokumentarfilm, Folge 1208)